# Батирша
Батирша (1710 — 24 червня 1762); справжнє ім'я — Габдулла Галі́єв, (тат. Габдулла Гали улы), (башк. Ғабдулла Ғәли улы) — мулла, ідеолог і ватажок Башкирського повстання (1755—1756).

## Біографія
Народився в селі Каришеве Сибірської дороги, нині Балтачівського району Республіки Башкортостан у сім'ї мішарів. У Великій Радянській Енциклопедії стверджується, що Батирша Алієв був башкирським муллою.
Навчався в медресе сіл Тайсуганового Уфимського повіту та Ташкича Казанського повіту. У 1744—1745 роках був учителем у селі Ілша Гайнінської волості Осинської дороги, у 1746—1749 роках працював учителем і муллою в селі Муслім Ісетської провінції. З 1749 працював муллою в Каришбаші. Відрізнявся глибоким знанням шаріату. Часто залучався владою для вирішення спадкових справ у волостях Осинської дороги. У 1754 обраний ахуном (главою мусульман) Сибірської дороги, але не вступив на цю посаду. У 1754—1755 роках побував в Оренбурзі та ряді волостей Сибірської та Осинської доріг.
Навесні 1755 року вийшов до мусульман краю з обширним зверненням («Тахризнаме»), у якому викривав колоніальну політику царизму в Башкортостані, виступав проти урядового обмеження обрядовостей мусульман, заборони місцевому населенню вільного й безмитного видобутку солі, обмежень місцевого самоврядування. Описавши важку картину утисків мусульман з боку росіян, Батирша переходить до військово-політичних проблем і закликає мусульман згуртуватися, взяти до рук зброю та піднятися на священну війну за віру і свободу. Початок повстання призначили на 3 липня 1755 року. Звернення стало програмою башкирського повстання 1755—1756 років.
У Бурзянській області башкири, розлютовані нахабною поведінкою начальника гірничодослідної партії Брагіна (бив башкир, ґвалтував дівчат), убили його. Хоча Батирша звернувся до всіх мусульман Уралу та Поволжя, піднялися здебільшого самі башкири. Татари масово не піднялися та не підтримали повсталих. Оскільки на той час Башкортостан перебував уже в оточенні мережі фортець, повстання придушили досить швидко. З усіх боків на повсталих башкир направили 25 тисяч солдатів, драгунів, козаків.
26 вересня 1755 року Єлизавета II звернулася з маніфестом до татар Середнього Поволжя. За участь у поході проти повсталих татарам обіцяли дозволити забрати захоплене ними в боях майно башкир, а полонених залишити в себе. Також дещо ослабили насильницьку християнізацію татар, зокрема відкликали Аксака Каратуна (Луку Конашевича), який проводив у Казанській губернії християнізацію та санкціонував руйнування мечетей. На заклик російської імператриці частина казанських татар взяла участь у придушенні башкирського повстання. Згідно з П. І. Кеппеном, чисельність татар, які брали участь у придушенні повстання, становила близько 5000 осіб. У результаті самі мішари схопили і здали Батиршу царській владі. Башкири встигли знищити багато росіян на свїй землі, зруйнувати кілька заводів, спалити десятки російських сіл, знищити кілька російських загонів драгунів, але більше сил забракло. Згадуючи репресії минулої війни, башкири з сім'ями почали масово йти до казахів.
Батиршу схопив 8 серпня 1756 року в селі Азякове Осинської дороги (нині село Бураївського району Республіки Башкортостан) Сулейман Деваєв і передав царській владі. Керував придушенням виступів башкирського повстання 1755—1756 І. І. Неплюєв, Батирша закутий у ланцюгах, під посиленою охороною відвезений до Москви, потім у Санкт-Петербург. Перебуваючи у в'язниці й чекаючи на вирок, склав відомий лист — «Тахризнаме», звернений імператриці Єлизаветі Петрівні.
У грудні 1758 року Батиршу засудили до покарання батогами, виривання ніздрів та довічної каторги.
Після довгих тортур і допитів Батиршу відправили до Шліссельбурзької фортеці на довічне ув'язнення. Весною 1757 року Батирша попросив собі «християнського закону духовну персону». 24 березня відбулася зустріч із ключником та священником Петропавлівського собору І. Лепицьким та відбулася бесіда про християнську віру. Як тлумач був присутній А. Турчанінов. Батирша попросив дати час для ознайомлення з християнським законом через священника, оскільки колись про християнський закон жодних відомостей не мав. Цю зустріч із православним священником Батирша ще раз спробував використати для того, щоб наполягти на зустрічі з імператрицею. Він говорив, що хоче донести «сам про нестерпні образи, а саме про насильницьке хрещення з магометанської віри до християнського закону». На завершення зустрічі мулла просив, щоб священник до нього ходив, а коли він переконається, що закон християнський правильніший за магометанський, то він залишить магометанську віру й помре у православній вірі.
Він п'ять років промучився в ув'язненні, але закінчити своє життя в рабстві не захотів. У липні 1762 року він схопив у свої закуті руки сокиру, забуту в його камері наглядачами, і кинувся на охоронців. У сутичці Батирша вбив двох охоронців, двох смертельно поранив та загинув сам.